# غريغ لويد سينيور
غريغ لويد سينيور (بالإنجليزية: Greg Lloyd, Sr.)‏ هو لاعب تايكوندو أمريكي، ولد في 26 مايو 1965 في ميامي في الولايات المتحدة.

## وصلات خارجية
- غريغ لويد سينيور على موقع مرجع كرة القدم المحترفة.كوم (الإنجليزية)